# Пехота Народно-освободительной армии Китая
Пехота Народно-освободительной армии Китая (кит. 中国人民解放军步兵) — общее название для всех пехотных частей Народно-освободительной армии Китая. Пехота существует с 1927 года в составе НОАК, долгое время разделялась на чисто пехотные, мотопехотные и механизированные части; с 2019 года, уже после завершения военной реформы, пехота влилась в общевойсковые бригады НОАК.

## История
Пехота является одним из самых первых компонентов появившейся Народно-освободительной армии Китая. В 1927 году во время Наньчанского восстания были созданы первые пехотные части Народно-освободительной армии, организованной Коммунистической партией Китая. Во время первого противостояния гоминьдановцев и коммунистов, войны против Японской империи, последующей гражданской войны и корейской войны НОАК нанесла поражение Гоминьдану, японцам и другим их союзникам и внесла большой вклад в создание Китайской Народной Республики.
В сентябре 1948 года в городе Сибайпо состоялось расширенное заседание Политбюро ЦК КПК для изучения военных вопросов. Мао Цзэдун призвал использовать НОАК для нормализации обстановки: планировалось увеличить армию с 51 пехотной колонны и 168 пехотных бригад до 70 пехотных колонн. В том же месяце подписано «Решение о руководящих принципах Народно-освободительной армии Китая для образования и размещения войск», в рамках которого планировалось создать 210 пехотных дивизий.
В ноябре 1948 года издано «Положение об объединении общеармейских организаций и войск». В январе 1949 года выпущены «Инструкции о строевой службе полевых армий». Северо-Западная полевая армия, Центральная полевая армия, Восточно-Китайская полевая армия и Северо-Восточная полевая армия были переименованы соответственно в 1-ю, 2-ю, 3-ю и 4-ю полевые армии, сохранив за собой полевые дивизии. С ноября 1948 года по март 1949 года были реорганизованы все вооружённые силы, в которых были теперь 4 полевых армии, 12 армий и 57 пехотных дивизий. Корпуса группировались по системе «три-три»: в корпус входили три пехотные дивизии, 9 пехотных полков и один артиллерийский полк, а также батальоны связи, разведки, инженерных войск и обеспечения безопасности. К октябрю 1949 года уже 67 дивизий было в составе Народно-освободительной армии Китая.
После окончания войны многие воинские формирования были расформированы: в мае 1950 года число пехотных дивизий сократилось до 60, в сентябре до 57, в ноябре до 53 и продолжало снижаться дальше. В 1982 году началась очередная реорганизация НОАК и создание общевойсковых армий (или армейских групп): в состав одной такой армии включались резервные артиллерийские дивизии (в т.ч. дивизия САУ), танковая дивизия, инженерный корпус и несколько полков. Однако три отдельные дивизии и серия артиллерийских полков общей численностью 70 тысяч человек на одну общевойсковую армию показывали, что она слишком раздута.
В 1980-е годы процесс сокращения численности пехотного состава возобновился. 10 июня 1985 года руководство страны во главе с Дэном Сяопином постановило сократить вооружённые силы и сократить число армий с 35 до 24. Отдельные артиллерийские дивизии, дивизии САУ и бронетанковых войск были преобразованы в части при штабах. Прошла децентрализация корпусов войск связи, инженерных войск и войск РХБЗ, в 1997 году число армий составляло всего 21. После перехода на бригадную систему дивизии были преобразованы в бригады, а некоторые сокращены и отправлены в запас. В пехотной дивизии теперь было не три, а два пехотных полка, а комплектовалась она по принципу «пяти полков» (два пехотных, два артиллерийских, один танковый). 
В октябре 2003 года число общевойсковых армий сокращено до 18, каждая из них включала лёгкую механизированную пехотную дивизию, воздушно-десантную механизированную пехотную дивизию и механизированную пехотную бригаду. Число бригад возрастало. В общевойсковых армиях уже присутствовали части армейской авиации, войска радиоэлектронной борьбы, бригады специального назначения и другие схожие подразделения, ранее состоявшие при штабе военного округа. В апреле 2017 года после военной реформы в НОАК теперь было 84 смешанные бригады — именно смешанная бригада стала основной боевой единицей в каждой общевойсковой армии НОАК и считается преемником прежних пехотных частей.

## Структура
После завершения в 2017 году система пехотных частей НОАК была изменена.
- Армия Восточного военного округа[кит.]
  - 71-я общевойсковая армия[кит.]
  - 72-я общевойсковая армия[кит.]
  - 73-я общевойсковая армия[кит.]
- Армия Южного военного округа[кит.]
  - 74-я общевойсковая армия[кит.]
  - 75-я общевойсковая армия[кит.]
- Армия Западного военного округа[кит.]
  - 76-я общевойсковая армия[кит.]
  - 77-я общевойсковая армия[кит.]
- Армия Северного военного округа[кит.]
  - 78-я общевойсковая армия[кит.]
  - 79-я общевойсковая армия[кит.]
  - 80-я общевойсковая армия[кит.]
- Армия Северного военного округа[кит.]
  - 81-я общевойсковая армия[кит.]
  - 82-я общевойсковая армия[кит.]
  - 83-я общевойсковая армия[кит.]
- Армия Лэнчжоуского военного округа
- Армия Тибетского военного округа
- Пекинский гарнизон НОАК

## Снаряжение
| Название | Производитель | Тип техники          | Модель  | Примечания    |
| -------- | ------------- | -------------------- | ------- | ------------- |
| Тип 86   | Китай         | Боевая машина пехоты |         | На вооружении |
| Тип 97   | Китай         | Боевая машина пехоты |         | На вооружении |
| ZBD-03   | Китай         | Боевая машина пехоты |         | На вооружении |
| ZBD-04   | Китай         | Боевая машина пехоты | 04, 04A | На вооружении |
| ZBD-05   | Китай         | Боевая машина пехоты |         | На вооружении |
| ZBD-08   | Китай         | Боевая машина пехоты |         | На вооружении |
| ZBL-08   | Китай         | Боевая машина пехоты |         | Производится  |
| Тип 11   | Китай         | Колёсный танк        |         | Производится  |
| ZSD-89   | Китай         | Бронетранспортёр     |         | На вооружении |
| Тип 92   | Китай         | Бронетранспортёр     |         | На вооружении |
| Тип 93   | Китай         | Бронетранспортёр     |         | На вооружении |